# (It's All Down to) Goodnight Vienna
(It's All Down to) Goodnight Vienna è un brano composto da John Lennon, ceduto a Ringo Starr, che lo ha usato come title track dell'album Goodnight Vienna. È il secondo brano di Lennon donato all'amico: prima c'era stato I'm the Greatest dell'album Ringo, ed in seguito vi furono Cookin' (in the Kitchen of Love) di Ringo's Rotogravure ed altri due brani, mai pubblicati, previsti per Stop and Smell the Roses. Nello stesso album appare Goodnight Vienna (reprise), introdotto dalle parole di Lennon OK, with gusto, boys, with gusto!. Un medley fra il brano e la sua reprise è stato pubblicato come singolo negli USA il 2 giugno 1975, ed è arrivato al trentunesimo posto della classifica pop. Goodnight Vienna si può tradurre come "Punto e basta" in italiano. La canzone è stata inclusa anche nelle raccolte Blast from Your Past , Photograph: The Very Best of Ringo e Photograph: The Digital Greatest Hits. Il suo lato B, Oo-Wee, è stato anch'esso incluso in quest'ultima raccolta.

## Formazione
- Ringo Starr: voce, batteria
- John Lennon: voce parlata, pianoforte
- Billy Preston: clavinet
- Klaus Voorman: basso elettrico
- Lan Van Eaton: chitarre, corni
- Jesse Ed Davis: chitarre
- Jim Keltner: batteria
- Fortuna: fisarmonica
- Trevor Lawrence: corni
- Steve Madaia: corni
- Bobby Keys: corni
- Clydie King: cori
- The Blackberries: cori
- The Masst Alberts: cori[1]

## Tracce singolo
Lato A
1. (It's All Down to) Goodnight Vienna/Goodnight Vienna (reprise) – 3:02 (John Lennon)

Lato B
1. Oo-Wee – 3:45 (Vinnie Poncia, Richard Starkey)